# Hagop Bedros II Howsepian
Hagop Bedros II Howsepian (orm.:Յակոբ Պետրոս Բ. Յովսէփեան) (ur. 1689 w Aleppo, zm. 9 czerwca 1753) – ormiański duchowny katolicki, 2. patriarcha Kościoła katolickiego obrządku ormiańskiego w latach 1749–1753.
Święcenia kapłańskie otrzymał w 5 czerwca 1720 roku. 8 maja 1740 przyjął sakrę biskupią. 14 października 1749 został wybrany patriarchą Kościoła ormiańskokatolickiego. Funkcję tę pełnił do swojej śmierci w 1749 roku. Pełnił tę funkcję do swojej śmierci w 1753 roku.